# Papercuts - Singles Collection 2000-2023
Papercuts - Singles Collection 2000-2023 è la quinta raccolta del gruppo musicale statunitense Linkin Park, pubblicata il 12 aprile 2024 dalla Warner Records e dalla Machine Shop Recordings.

## Descrizione
Si tratta del primo vero e proprio Greatest Hits del gruppo e contiene i loro principali brani di successo usciti tra il 2000 e il 2023, con l'aggiunta del brano inedito Friendly Fire e QWERTY, quest'ultimo originariamente datato 2006 quando uscì nell'EP Underground 6 destinato unicamente al fan club LP Underground.
Come spiegato da Mike Shinoda, il motivo dietro la concezione della raccolta sono stati il riscontro positivo delle riedizioni dei primi due album Hybrid Theory e Meteora uscite in occasione dei loro ventesimi anniversari (rispettivamente nel 2020 e nel 2023) nonché anche un'occasione per poter rendere disponibile la sopramenzionata Friendly Fire al pubblico, per l'occasione ultimata da Shinoda stesso e da Brad Delson nel dicembre 2023.
Il 28 giugno 2024 il gruppo ha reso disponibile la versione strumentale esclusivamente per il download digitale.

## Tracce
Testi e musiche di Chester Bennington, Joe Hahn, Brad Delson, Rob Bourdon, Mike Shinoda e Dave Farrell, eccetto dove indicato.
1. Crawling – 3:29 (Chester Bennington, Joe Hahn, Brad Delson, Rob Bourdon, Mike Shinoda)
2. Faint – 2:42
3. Numb/Encore – 3:26 (Chester Bennington, Joe Hahn, Brad Delson, Rob Bourdon, Mike Shinoda, Dave Farrell, Sean Carter, Kanye West)
4. Papercut – 3:04 (Chester Bennington, Joe Hahn, Brad Delson, Rob Bourdon, Mike Shinoda)
5. Breaking the Habit – 3:16
6. In the End – 3:36 (Chester Bennington, Joe Hahn, Brad Delson, Rob Bourdon, Mike Shinoda)
7. Bleed It Out – 2:44
8. Somewhere I Belong – 3:34
9. Waiting for the End – 3:51
10. Castle of Glass – 3:25
11. One More Light – 4:15 (Mike Shinoda, Francis White)
12. Burn It Down – 3:50
13. What I've Done – 3:25
14. QWERTY – 3:21
15. One Step Closer – 2:35 (Chester Bennington, Joe Hahn, Brad Delson, Rob Bourdon, Mike Shinoda)
16. New Divide – 4:29
17. Leave Out All the Rest – 3:29
18. Lost – 3:19
19. Numb – 3:07
20. Friendly Fire – 2:56 (Mike Shinoda, Brad Delson, Jon Green)

## Formazione
Hanno partecipato alle registrazioni, secondo le note di copertina:
Gruppo
- Chester Bennington – voce
- Rob Bourdon – batteria (eccetto traccia 11), cori (tracce 2, 5, 7-10, 12, 13, 17 e 19)
- Brad Delson – chitarra (eccetto traccia 10), basso (tracce 1 e 6), cori (tracce 2, 5, 7-10, 12, 13, 17 e 19), arrangiamento (traccia 3), elettronica (traccia 10), arrangiamento strumenti ad arco (traccia 17)
- Joseph Hahn – giradischi e campionatore, cori (tracce 2, 5, 7-10, 12, 13, 17 e 19)
- Phoenix – basso (eccetto tracce 1, 4, 6, 11 e 15), cori (tracce 2, 5, 7-10, 12, 13, 17 e 19)
- Mike Shinoda – rapping e voce, strumentazione varia, arrangiamento strumenti ad arco (tracce 2, 5 e 17), arrangiamento (traccia 3), strumenti ad arco e corno (traccia 10)

Altri musicisti
- David Campbell – arrangiamento strumenti ad arco (tracce 2, 5 e 17)
- Joel Derouin – violino (tracce 2 e 5)
- Charlie Bisharat – violino (tracce 2, 5 e 17)
- Alyssa Park – violino (tracce 2 e 5)
- Sara Parkins – violino (tracce 2, 5 e 17)
- Michelle Richards – violino (tracce 2 e 5)
- Mark Robertson – violino (tracce 2 e 5)
- Evan Wilson – viola (tracce 2 e 5)
- Bob Becker – viola (tracce 2 e 5)
- Larry Corbett – violoncello (tracce 2, 5 e 17)
- Dan Smith – violoncello (tracce 2 e 5)
- Jay-Z – voce (traccia 3)
- Ian Hornbeck – basso (traccia 4)
- Eg White – chitarra e pianoforte (traccia 11)
- Scott Koziol – basso (traccia 15)
- Mario DeLeon – violino (traccia 17)
- Armen Garabedian – violino (traccia 17)
- Julian Hallmark – violino (traccia 17)
- Gerry Hilera – violino (traccia 17)
- Songa Lee-Kitto – violino (traccia 17)
- Natalie Leggett – violino (traccia 17)
- Josefina Vergara – violino (traccia 17)
- Matt Funes – viola (traccia 17)
- Andrew Picken – viola (traccia 17)
- Suzie Katayama – violoncello (traccia 17)
- Oscar Hidalgo – contrabbasso (traccia 17)
- Jon Green – chitarra aggiuntiva (traccia 20)
- Corin Roddick – programmazione aggiuntiva (traccia 20)
- Andrew Dawson – programmazione aggiuntiva (traccia 20)

Produzione
- Don Gilmore – produzione (tracce 1, 2, 4-6, 8, 15, 18 e 19), ingegneria del suono (tracce 1, 4, 6 e 15), registrazione (tracce 2, 5, 8 e 19)
- Jeff Blue – produzione esecutiva (tracce 1, 4, 6 e 15)
- John Ewig Jr. – ingegneria del suono e Pro Tools aggiuntivi (tracce 1, 4, 6 e 15), ingegneria del suono (tracce 2, 3, 5, 8 e 19)
- Mike Shinoda – assistenza Pro Tools (tracce 1, 4, 6 e 15), produzione (tracce 3, 7, 9-14, 16, 17 e 20), missaggio (traccia 3), ingegneria del suono (tracce 3, 9, 10-12, 16 e 20), missaggio aggiuntivo (traccia 16), montaggio Pro Tools (traccia 9)
- Matt Griffin – assistenza tecnica (tracce 1, 4, 6 e 15)
- Andy Wallace – missaggio (tracce 1, 2, 4-6, 8, 15 e 19)
- Steve Sisco – assistenza al missaggio (tracce 1, 2, 4-6, 8, 15 e 19)
- Brian "Big Bass" Gardner – mastering (tracce 1-6, 8, 10, 12, 14-16, 19 e 20) montaggio digitale (tracce 1-6, 8, 15 e 19)
- Linkin Park – produzione (tracce 2, 5, 8, 18 e 19), produzione esecutiva (traccia 3)
- Fox Phelps – assistenza tecnica (tracce 2, 5, 8 e 19)
- Mark Kiczula – ingegneria del suono (traccia 3)
- Sean Carter – produzione esecutiva (traccia 3)
- Rick Rubin – produzione (tracce 7, 9, 10, 12-14, 17)
- Andrew Schepps – ingegneria del suono (tracce 7, 13, 14 e 17)
- Ethan Mates – ingegneria del suono (tracce 7, 9, 10-13, 16, 17 e 20), montaggio Pro Tools (traccia 9), missaggio (traccia 14), missaggio aggiuntivo (traccia 16)
- Dana Nielsen – ingegneria del suono (tracce 7, 13 e 17), assistenza tecnica (traccia 14)
- Phillip Broussard Jr. – assistenza tecnica (tracce 7, 13, 14 e 17)
- Neal Avron – missaggio (tracce 7, 9, 13 e 17)
- George Gumbs – assistenza al missaggio (tracce 7, 13 e 17)
- Dave Collins – mastering (tracce 7, 13 e 17)
- Josh Newell – ingegneria del suono (tracce 9, 11 e 20), montaggio Pro Tools (traccia 9), assistenza tecnica (traccia 16)
- Brad Delson – montaggio Pro Tools aggiuntivo (traccia 9), produzione aggiuntiva (tracce 10 e 12), produzione (tracce 11 e 20)
- Nicolas Fournier – assistenza al missaggio (traccia 9)
- Vlado Meller – mastering (traccia 9)
- Mark Santangelo – assistenza al mastering (traccia 9)
- Andrew Haynes – assistenza tecnica (tracce 10 e 12)
- Manny Marroquin – missaggio (tracce 10-12, 18 e 20)
- Chris Galland – assistenza al missaggio (tracce 10-12)
- Del Bowers – assistenza al missaggio (tracce 10 e 12)
- Emily Wright – produzione vocale (traccia 11)
- Alejandro Baima – assistenza tecnica (tracce 11 e 20)
- Chris Gehringer – mastering (traccia 11)
- D. Sardy – missaggio (traccia 16)
- Andrew Dawson – coproduzione (traccia 20)
- Jon Green – produzione aggiuntiva (traccia 20)
- Corin Roddick – produzione aggiuntiva (traccia 20)
- Andrew Bolooki – produzione vocale (traccia 20)

## Classifiche

### Classifiche settimanali
| Classifica (2024)          | Posizione massima |
| -------------------------- | ----------------- |
| Australia                  | 7                 |
| Austria                    | 3                 |
| Belgio (Fiandre)           | 6                 |
| Belgio (Vallonia)          | 6                 |
| Canada                     | 8                 |
| Croazia                    | 7                 |
| Finlandia                  | 38                |
| Germania                   | 2                 |
| Giappone                   | 30                |
| Irlanda                    | 16                |
| Italia                     | 11                |
| Nuova Zelanda              | 2                 |
| Paesi Bassi                | 13                |
| Polonia                    | 14                |
| Regno Unito                | 4                 |
| Regno Unito (rock & metal) | 3                 |
| Stati Uniti                | 6                 |
| Svizzera                   | 5                 |
| Ungheria                   | 4                 |

### Classifiche di fine anno
| Classifica (2024) | Posizione |
| ----------------- | --------- |
| Croazia           | 33        |
| Italia            | 61        |
| Portogallo        | 124       |